# David de Tolosa
David fou un suposat bisbe de Tolosa del segle V o IX. És conegut pel seu epitafi gravat en marbre a la façana occidental de la basílica de Sant Sadurní a Tolosa, que diu: "Hic req vi escit, David sacerdos, A w, P". Tot i que no s'esmenta la data el tipus de la inscripció (datada per alguns experts entre el segle IV i el VI) i el fet de la manca de dades sobre els bisbes del segle v, van permetre a Clément Tournier considerar que fos un bisbe del segle v, encara que altres autors s'inclinen per l'època carolíngia quan també hi ha diverses llacunes en la successió de bisbes. No obstant Robert Favreau, Jean Michaud i Bernadette Leplant datent la inscripció al segle xi el que descartaria a David com a bisbe, ja que són coneguts els que van exercir el càrrec després del 1004.